# Klana
Klana (italsky Clana) je vesnice a správní středisko stejnojmenné opčiny v Chorvatsku v Přímořsko-gorskokotarské župě. Nachází se asi 12 km severozápadně od Kastavu a asi 17 km severozápadně od Rijeky. V roce 2011 žilo v Klaně 1 203 obyvatel, v celé opčině pak 1 975 obyvatel.
Opčina zahrnuje celkem 5 trvale obydlených vesnic.
- Breza – 60 obyvatel
- Klana – 1 203 obyvatel
- Lisac – 114 obyvatel
- Studena – 382 obyvatel
- Škalnica – 216 obyvatel